# Anderstorp Raceway
Anderstorp Raceway (poprzednio Scandinavian Raceway) – szwedzki tor wyścigowy o długości 4,03 km położony niedaleko miejscowości Anderstorp.
Tor został wybudowany w 1968 na bagnach i stał się w latach 70. popularnym miejscem w świecie wyścigów samochodowych z powodu sukcesów odnoszonych przez dwóch Szwedów: Ronniego Petersona i Gunnara Nilssona. Trasa posiada długą prostą zwaną Flight Straight (która była pasem startowym) oraz wiele wolnych zakrętów. Ustawienia bolidów są więc zawsze kompromisem pomiędzy większą prędkością maksymalną a lepszą trakcją w zakrętach. Anderstorp wyróżniało się umiejscowieniem boksów. Znajdowały się one nie na prostej start/meta, a w połowie okrążenia.
Anderstorp gościło Grand Prix Szwecji Formuły 1 6 razy w latach 1973-1978. W ciągu sezonu 1978 zginęli zarówno Ronnie Peterson (komplikacje po wypadku w GP Włoch), jak i Gunnar Nilsson (rak jąder). Spowodowało to brak zainteresowania społeczeństwa i w efekcie koniec GP Szwecji.
W latach 1971–1977 oraz 1981–1990 na Scandinavian Raceway odbywały się motocyklowe Grand Prix Szwecji. W latach 80. rozgrywano też tu wyścigi aut turystycznych.
Warto odnotować, że Anderstorp jest miejscem jedynego zwycięstwa, a zarazem pierwszego i ostatniego wyścigu niesławnego Brabhama BT46B w 1978.
O Anderstorp zrobiło się ostatnio głośniej w związku z przybyciem na ten tor WTCC w 2007. Scandinavian Raceway zastąpił turecki Istanbul Park, jednak w 2008 sam został zastąpiony przez włoską Imolę.

## ZwycięzcyGP Szwecjina torze Anderstorp
| Sezon | Kierowca        | Zespół             |        |
| ----- | --------------- | ------------------ | ------ |
| 1973  | Denny Hulme     | McLaren-Ford       | Wyniki |
| 1974  | Jody Scheckter  | Tyrrell-Ford       | Wyniki |
| 1975  | Niki Lauda      | Ferrari            | Wyniki |
| 1976  | Jody Scheckter  | Tyrrell-Ford       | Wyniki |
| 1977  | Jacques Laffite | Ligier-Matra       | Wyniki |
| 1978  | Niki Lauda      | Brabham-Alfa Romeo | Wyniki |